# CS-22

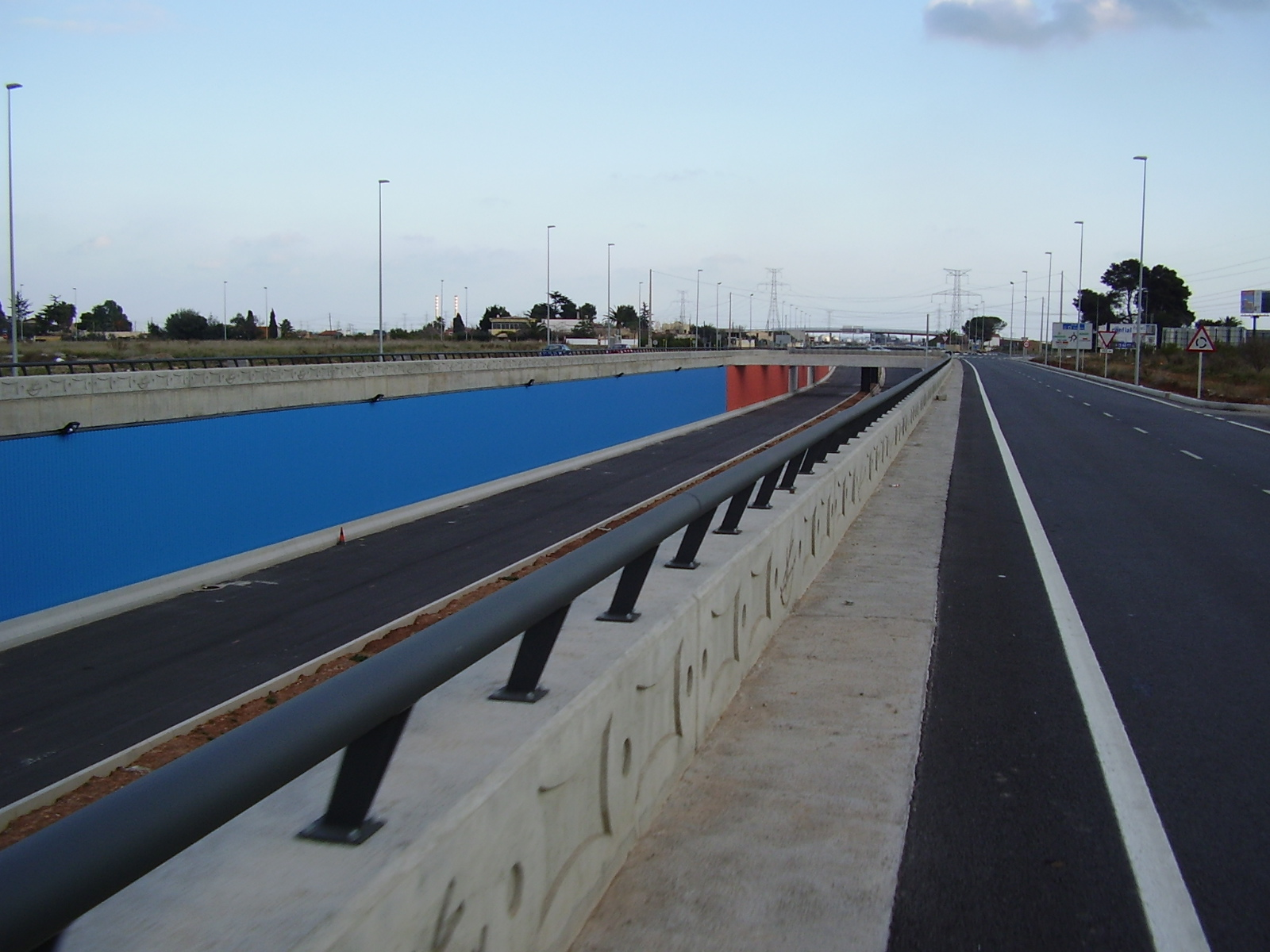
la CS-22 au sud de Castellón de la Plana

La CS-22 est autoroute urbaine de 11,5 km environ qui relie la N-340 au sud au Port de Castellón située à l'est de la ville.
Elle permet d'accéder directement au port sans traverser la ville depuis la N-340 située tout près de l'échangeur Castellón Sud de l'AP-7.
Elle joue aussi le rôle de Rocade sud pour la ville et bientôt de rocade complète une fois que la connexion de la CS-22 avec la N-340 au nord de la ville sera effective.
De plus c'est une voie rapide nécessaire car elle dessert le port industriel de Castellón de la Plana. En effet plusieurs Cargo en provenance où à destination de Castellón de la Plana desserve le port avec l'explosion du trafic de ces dernières décennies.
Elle est composée de 11 échangeurs jusqu'au port.

## Tracé
- Elle se détache de la N-340 au sud de Castellón de la Plana pour ensuite desservir toutes les zones industrielles du sud de la ville.
- Elle se termine par un petit tunnel sous la commune abritant le port (El Grau de Castelló)

## Sorties

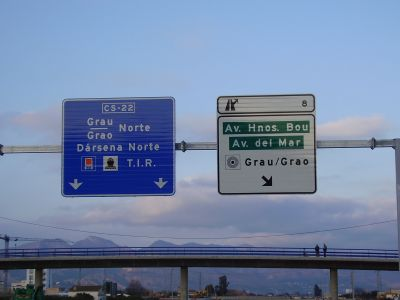
La CS-22 près du Port de Castellón

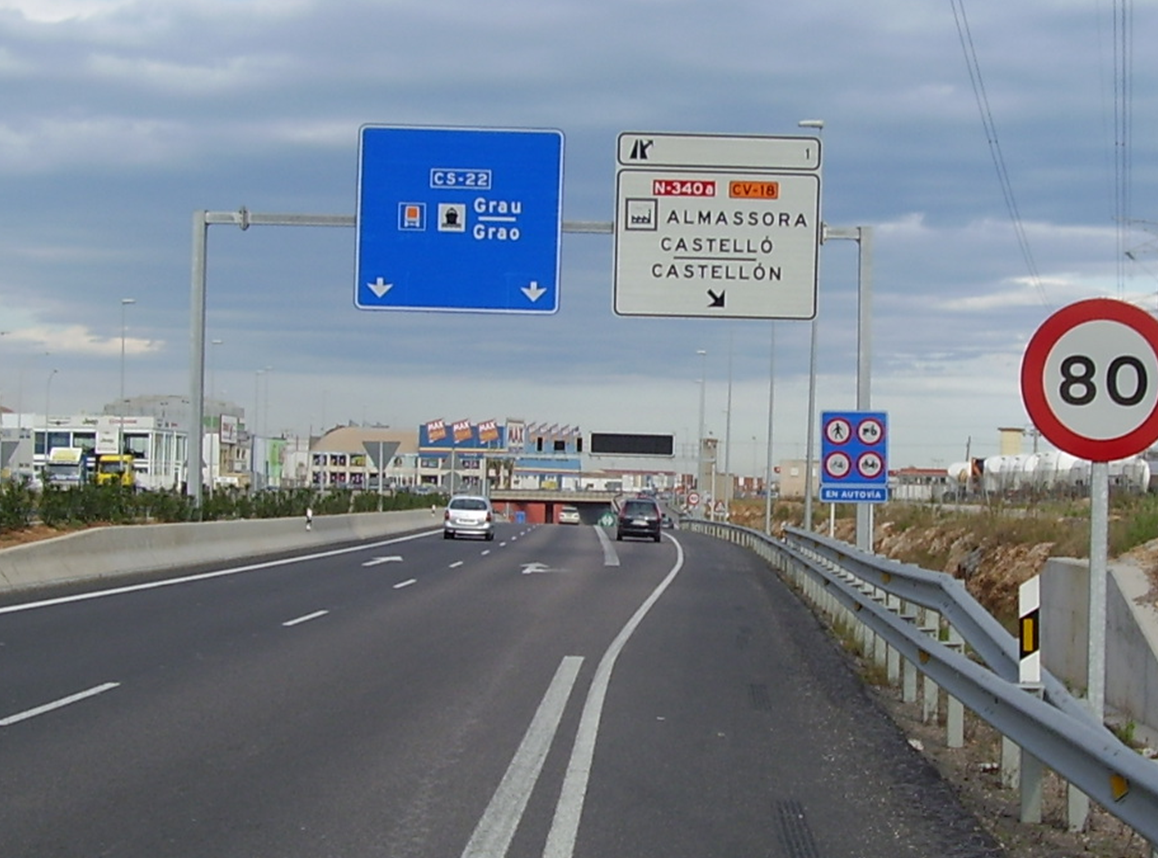
La CS-22 au sud de Castellón de la Plana

| Numéro de la sortie | Nom de la sortie                                                                                           | Bifurcation  |
| ------------------- | --- | ------------ |
|                     | Castellón Nord Benicàssim - Vila-real Tarragone - Barcelone - Valence AP-7 Nules - Valence - Sagonte CV-10 | N-340 CV-181 |
| 01                  | Ciutat del Transporte Centre d'Entreprise de la Plana                                                      |              |
| 02                  | Vila-real Castellón Sud - Castellón -Avendia de Enrique Gimeno                                             | N-340a       |
|                     | Tunnel de Lourdes                                                                                          |              |
| 03                  | Castellón-Avenida de Valencia - Zones Industrielles                                                        |              |
| 04                  | Almazora - Burriana - Nules                                                                                | CV-18        |
| 05                  | Almazora                                                                                                   | CV-183       |
| 06                  | Zone Industrille de El Serralo - Raffinerie de la Plana                                                    | N-225        |
| 07                  | Castellón-Avenida de Los Hermana Bou - Grao de Castellón                                                   |              |
| 08                  | Castellón-Avenida del Mar - Grao de Castellón                                                              | CV-1540      |
|                     | Tunnel de Grao                                                                                             |              |
| 09                  | Grao de Castellón Nord                                                                                     |              |
|                     | Port de Castellón Seulement pour les autorisées                                                            |              |